# Brian Cox (skådespelare)
Brian Denis Cox, född 1 juni 1946 i Dundee, Skottland, är en brittisk (skotsk) skådespelare.
Cox är känd för sina starka biroller i filmer som Braveheart, The Long Kiss Goodnight, X-Men 2, Troja, The Ring och The Bourne Identity. Han spelade även huvudrollen i filmen Churchill från 2017. 
Brian Cox är sedan 2002 gift med den tyska skådespelaren och modellen Nicole Ansari-Cox med vilken han har två söner, en född 2002 och en född 2004. Cox är även far till skådespelaren Alan Cox i ett tidigare äktenskap. Han har även en dotter från samma äktenskap.

## Filmografi (i urval)

### Filmer
| År   | Titel                                      | Roll                        | Noter |
| ---- | ------------------------------------------ | --------------------------- | --- |
| 1971 | Nikolaus och Alexandra                     | Leon Trotsky                | |
| 1975 | In Celebration                             | Steven Shaw                 | |
| 1982 | Nu flyger vi ännu högre                    | Kapten                      | |
| 1986 | Manhunter                                  | Dr. Hannibal Lecter         | |
| 1990 | Dolda fakta                                | Kerrigan                    | |
| 1993 | L'oeil de Vichy                            | Narrator                    | |
| 1994 | Iron Will                                  | Angus McTeague              | |
| 1994 | Prinsen av Jylland                         | Aethelwine                  | |
| 1995 | Rob Roy                                    | Killearn                    | |
| 1995 | Braveheart                                 | Argyle Wallace              | |
| 1996 | Efterlyst                                  | Lyman Earl Collier          | |
| 1996 | The Glimmer Man                            | Mr. Smith                   | |
| 1996 | Long Kiss Goodnight                        | Dr. Nathan Waldman          | |
| 1997 | Och han älskade dem alla                   | Chief Hatfield, Durham P.D. | |
| 1997 | The Boxer                                  | Joe Hamill                  | |
| 1998 | Sista utvägen                              | Kapten Jeremiah Cassidy     | |
| 1998 | Rushmore                                   | Dr. Nelson Guggenheim       | |
| 1999 | The Minus Man                              | Doug Durwin                 | |
| 1999 | The Corruptor                              | Sean Wallace                | |
| 1999 | For Love of the Game                       | Gary Wheeler                | |
| 2000 | Complicity                                 | Inspector McDunn            | |
| 2000 | Mad About Mambo                            | Sidney McLoughlin           | |
| 2000 | Cupdrömmen                                 | Martin Smith                | |
| 2001 | Super Troopers                             | Capt. John O'Hagen          | |
| 2001 | L.I.E.                                     | Big John Harrigan           | Boston Society of Film Critics Award for Best Actor Satellite Award for Best Actor – Motion Picture Drama Nominerad - Dallas-Fort Worth Film Critics Association Award for Best Supporting Actor Nominerad - Independent Spirit Award for Best Male Lead Nominerad - National Society of Film Critics Award for Best Supporting Actor Nominerad - New York Film Critics Circle Award for Best Supporting Actor |
| 2001 | Strictly Sinatra                           | Chisolm                     | |
| 2001 | Farlig intrig                              | Minister Breteuil           | |
| 2002 | Bug                                        | Cyr                         | |
| 2002 | The Rookie                                 | Jim Morris Sr.              | |
| 2002 | The Bourne Identity                        | Ward Abbott                 | |
| 2002 | The Ring                                   | Richard Morgan              | |
| 2002 | Adaptation.                                | Robert McKee                | Nominerad - Screen Actors Guild Award for Outstanding Performance by a Cast in a Motion Picture |
| 2002 | 25th Hour                                  | James Brogan                | |
| 2002 | The Trials of Henry Kissinger              | Berättaren                  | |
| 2003 | X-Men 2                                    | Överste William Stryker     | Nominerad— Teen Choice Award for Choice Movie Villain |
| 2003 | Reckoning - Domens dag                     | Tobias                      | |
| 2004 | Troja                                      | Agamemnon                   | |
| 2004 | The Bourne Supremacy                       | Ward Abbott                 | |
| 2005 | Match Point                                | Alec Hewett                 | |
| 2005 | The Ringer                                 | Gary Barker                 | |
| 2005 | Red Eye                                    | Joe Reisert                 | |
| 2006 | The Flying Scotsman                        | Douglas Baxter              | |
| 2006 | Det är nåt som inte stämmer                | Dr. Finch                   | |
| 2007 | Zodiac                                     | Melvin Belli                | Nominerad - Satellite Award for Best Supporting Actor - Motion Picture |
| 2007 | Terra                                      | General Hemmer (röstroll)   | |
| 2007 | Vattenhästen                               | Old Angus                   | |
| 2008 | Redemption - Uppgörelsen                   | Avery Ludlow                | |
| 2008 | The Escapist                               | Frank Perry                 | |
| 2008 | Agent Crush                                | Spanners (röstroll)         | |
| 2008 | Shoot on Sight                             | Daniel Tennant              | |
| 2009 | Scooby-Doo! & Mysteriet med samurajsvärdet | Green Dragon (röstroll)     | |
| 2009 | Trick 'r Treat                             | Mr. Kreeg                   | |
| 2009 | The Black Heart                            | Van Doren                   | |
| 2009 | Den fantastiska räven                      | Dan Peabody (röstroll)      | |
| 2009 | The Good Heart                             | Jaques                      | |
| 2010 | RED                                        | Ivan Simanov                | |
| 2011 | Coriolanus                                 | Menenius                    | |
| 2011 | Ironclad                                   | William d'Aubigny           | |
| 2011 | The Veteran                                | Gerry                       | |
| 2011 | Apornas planet: (r)Evolution               | John Landon                 | |
| 2011 | Citizen Gangster                           | Glover                      | |
| 2011 | Exit Humanity                              | Malcolm Young (röstroll)    | |
| 2011 | The Revelation of the Pyramids             | Berättaren                  | Documentary |
| 2012 | Rivalerna                                  | Raymond Huggins             | |
| 2013 | Red 2                                      | Ivan Simanov                | |
| 2013 | Blood                                      | Lenny Fairburn              | |
| 2013 | Mindscape                                  |                             | |
| 2013 | Her                                        | Alan Watts (röstroll)       | |
| 2014 | Super Troopers 2                           | Capt. John O'Hagen          | |
| 2014 | Believe                                    | Sir Matt Busby              | |
| 2014 | X-Men: Days of Future Past                 | Överste William Stryker     | Arkivbilder |
| 2015 | Pixels                                     | Amiral Porter               | |
| 2015 | Forsaken                                   | James McCurdy               | |
| 2016 | Morgan                                     | Jim Bryce                   | |
| 2016 | The Autopsy of Jane Doe                    | Tommy Tilden                | |
| 2017 | Churchill                                  | Winston Churchill           | |
| 2018 | Super Troopers 2                           | Capt. John O'Hagen          | |
| 2019 | Remember Me                                | Shane                       | |
| 2019 | Strange but True                           | Bill Erwin                  | |
| 2020 | Last Moment of Clarity                     | Gilles                      | |
| 2020 | The Bay of Silence                         | Milton                      | |
| 2021 | Separation                                 | Paul Rivers                 | |
| 2022 | Prisoner's Daughter                        | Max                         | |
| 2022 | Mending the Line                           | Ike Fletcher                | |
| 2022 | The Independent                            | Nick Booker                 | |
| 2024 | Sagan om ringen: Striden vid Rohan         | Helm Hammarhand (röstroll)  | |
| 2024 | That Christmas                             | Jultomten (röstroll)        | |
| 2025 | Passagen                                   | Popfly (röstroll)           | |

### TV
| År        | Titel                               | Roll                      | Noter |
| --------- | ----------------------------------- | ------------------------- | --- |
| 1978      | Out                                 | Tony McGrath              | TV-drama |
| 1980      | Therese Raquin                      | Laurent LeClaire          | TV-miniserie |
| 1980      | Hammer House of Horror              | Chuck Spillers            | TV-serie (Avsnitt: "The Silent Scream") |
| 1983      | King Lear                           | Duke of Burgundy          | TV-drama |
| 1984      | Pope John Paul II                   | Father Gora               | TV-film |
| 1991      | The Lost Language of Cranes         | Owen Benjamin             | TV-film |
| 1992      | The Cloning of Joanna May           | Carl May                  | TV-miniserie |
| 1993      | Inspector Morse: The Deadly Slumber | Michael Steppings         | TV-film |
| 1993      | Sharpe: Sharpe's Rifles             | Major Michael Hogan       | TV-film |
| 1997      | Red Dwarf                           | The King                  | TV-serie (Avsnitt: "Stoke Me a Clipper") |
| 2000      | Longitude                           | Lord Morton               | TV-film |
| 2000      | Nürnbergprocessen                   | Hermann Göring            | TV-film Primetime Emmy Award for Outstanding Supporting Actor – Miniseries or a Movie Nominerad - Golden Globe Award for Best Actor - Miniseries or Television Film Nominerad - Screen Actors Guild Award for Outstanding Performance by a Male Actor in a Miniseries or Television Movie |
| 2001      | Frasier                             | Harry Moon                | TV-serie Nominerad - Primetime Emmy Award for Outstanding Guest Actor in a Comedy Series |
| 2005      | Blue/Orange                         | Dr. Robert Smith          | TV-film |
| 2006      | Deadwood                            | Jack Langrishe            | TV-serie Nominerad - Screen Actors Guild Award for Outstanding Performance by an Ensemble in a Drama Series |
| 2008      | The Colour of Magic                 | Berättaren (röstroll)     | TV-film |
| 2009      | Kings                               | Kung Vesper Abedon        | TV-serie |
| 2009      | The Take                            | Ozzy                      | TV-serie |
| 2009      | The Day of the Triffids             | Dennis Masen              | TV-serie |
| 2010      | Doctor Who                          | Ood Elder (röstroll)      | TV-serie (Avsnitt: "The End of Time") |
| 2010      | On Expenses                         | Michael Martin MP         | TV-film |
| 2010      | The Big C                           | Cathy's dad               | TV-serie (Avsnitt: "Two for the Road") |
| 2011      | Sänkningen av Laconia               | Kapten Rudolph Sharp      | TV-film |
| 2012      | The Straits                         | Harry Montebello          | TV-serie |
| 2013      | An Adventure in Space and Time      | Sydney Newman             | TV-film |
| 2013      | Bob Servant Independent             | Bob Servant               | TV-serie |
| 2013      | Tooned                              | The Mechanic with No Name | TV-serie |
| 2014      | The Game                            | Daddy                     | TV-serie |
| 2014      | Shetland                            | Magnus Bain               | TV-serie |
| 2015      | Pixels                              | Admiral Porter            | |
| 2016      | Krig och fred                       | Michail Kutuzov           | TV-serie |
| 2018–2023 | Succession                          | Logan Roy                 | TV-serie |

### Datorspel
| År   | Titel      | Roll          | Noter    |
| ---- | ---------- | ------------- | -------- |
| 2003 | Manhunt    | The Director  | Röstroll |
| 2004 | Killzone   | Scolar Visari | Röstroll |
| 2009 | Killzone 2 | Scolar Visari | Röstroll |
| 2011 | Killzone 3 | Scolar Visari | Röstroll |
| 2012 | Syndicate  | Jack Denham   | Röstroll |